# Betaxolol
Betaxolol là thuốc chẹn thụ thể beta1 chọn lọc được sử dụng trong điều trị tăng huyết áp và tăng nhãn áp. Được chọn lọc cho các thụ thể beta 1, nó thường có ít tác dụng phụ toàn thân hơn các thuốc chẹn beta không chọn lọc, ví dụ, không gây co thắt phế quản (qua trung gian thụ thể beta 2)như timolol. Betaxolol cũng cho thấy ái lực với thụ thể beta 1 lớn hơn metoprolol. Ngoài tác dụng đối với tim, betaxolol làm giảm áp lực trong mắt (áp lực nội nhãn). Hiệu ứng này được cho là gây ra bằng cách giảm sản xuất chất lỏng (được gọi là chất lỏng nước) trong mắt. Cơ chế chính xác của hiệu ứng này không được biết đến. Việc giảm áp lực nội nhãn làm giảm nguy cơ tổn thương thần kinh thị giác và mất thị lực ở bệnh nhân bị tăng nhãn áp do tăng nhãn áp.

## Sử dụng trong y tế
- Đường uống: để kiểm soát tăng huyết áp
- Nhãn khoa: để kiểm soát bệnh tăng nhãn áp
- Thuốc dường như có tác dụng bảo vệ thần kinh trong điều trị bệnh tăng nhãn áp

## Chống chỉ định
- Quá mẫn cảm với thuốc
- Bệnh nhân bị nhịp tim chậm xoang, khối tim lớn hơn độ 1, sốc tim và suy tim quá mức

## Lịch sử
Betaxolol đã được Cơ quan Quản lý Thực phẩm và Dược phẩm Hoa Kỳ (FDA) chấp thuận cho sử dụng ở mắt dưới dạng dung dịch 0,5% (Betoptic) vào năm 1985 và là dung dịch 0,25% (Betoptic S) vào năm 1989.

## Tên thương hiệu
Tên thương hiệu bao gồm Betoptic, Betoptic S, Lokren, Kerlone.